# زوند 6
قالب:Infobox spacecraft

## المهمة-
مركبة زوند 6 ، تعتبر عضوا رسميا من برنامج مركبة زوند السوفياتي ونسخة من دون طيار من طراز سويوز 7K -L1 المأهولة في التحليق بالمركبة الفضائية، وبدأ في مهمة التحليق إلى القمر من الأقمار الصناعية الأم (68-101B) في المدار وقوف الأرض.
وكانت المركبة الفضائية، التي حملت التحقيقات العلمية بما في ذلك الأشعة الكونية وكشف النيازك الصغرية، وأجهزة التصوير، وحمولة البيولوجية، تمهيدا لرحلة مأهولة التي يأمل أن السوفييت قد يحدث في ديسمبر كانون الأول عام 1968، بفوزه على أبولو 8. ومع ذلك مركبة زوند 6 تحطمت بسبب فشل المظلة.

## المهمة
التعيين الرسمي لمركبة زوند 6 لسويوز 7K -L1 ق / ن 12. كان من المفترض أن يتم تصوير القمر ب الأبيض والأسود من 8000 كم و2600 كم، ثم العودة إلى الأرض، وتهبط في تريتام فقط 16 كم عن منصة الإطلاق. لو كان ذلك على طريق طويل وصعب لتطوير نظام التوجيه L1 ، ولكنها عملت على أكمل وجه ذلك الوقت.
مركبة زوند 6 طارت حول القمر يوم 14 نوفمبر عام 1968، على مسافة لا تقل عن 2420 كيلومتر. تم الحصول على الصور من الجانب القريب للقمر والجانب الآخر مع فيلم بانكروماتي. وكانت كل صورة 5 بنسبة 7 في (130 180 مم). بعض الآراء يسمح للحصول على صور مجسمة. تم التقاط الصور من مسافات من حوالي 11,000 كم و3300 كم. ومع ذلك، تم انتشال سلبية واحدة فقط من حاويات الكاميرا.
```
مركبة زوند 6 تستخدم تقنية شائعة نسبيا يسمى «
تخطي العائدة
» لتسليط السرعة عند عودته إلى الأرض. قبل ساعات قليلة العائدة، في 17 تشرين الثاني عام 1968، تسبب في خلل O- حلقة مطاطية حشية المقصورة للضغط، مما أسفر عن مقتل جميع الموضوعات اختبار كالحيوانات كانوا على متنها. نشر مظلات مركبة زوند 6 أيضا في وقت مبكر جدا وتحطمت في 
كازاخستان
، بالقرب من منطقة الهبوط المعينة.
```

لأسباب الدعاية راح السوفيت بان كانت رحلة ناجحة. لجنة التحقيق في حادث تحطم الدولة تحديده لاحقا أن تأثير التفريغ الإكليلي الذي تسبب في المظلة على التخلي يمكن أن يحدث إلا في 25 ملم ضغط كبسولة. إذا كانت الكبسولة مضغوطه تماما إلى فراغ عالية، والحادث لم يكن ليحدث.

## أمثله على ذلك:-
- إطلاق التاريخ / الوقت: 1968/11/10 في 19:11:31 UTC
- في المدار الكتلة الجافة : 5375 كجم

## وصلات خارجية
- Zond-6 in astronautix.com

استندت هذه المقالة على مراجع منوكالة ناسا (NSSDC) معلومات عن مركبة Zond 6